# Bossa Nova Soul Samba
Bossa Nova Soul Samba è il secondo album del sassofonista jazz statunitense Ike Quebec, pubblicato dalla Blue Note Records nel novembre del 1962.

## Tracce

### LP (1962, Blue Note Records, BLP 4114/BST 84114)
Lato A
1. Loie – 3:10 (musica: Kenny Burrell)
2. Lloro tu despedida – 3:04 (Benedicto Lacerda, Aldo Cabral)
3. Goin' Home (brano basato su una sinfonia di Dvořák) – 5:42 (musica: Antonín Dvořák, arrangiamento : Ike Quebec)
4. Me 'N You – 5:59 (musica: Ike Quebec)

Durata totale: 17:55
Lato B
1. Liebesträume – 3:42 (musica: Franz Liszt, arrangiamento : Ike Quebec)
2. Shu Shu – 3:31 (Antonio Almeida, Carlos Monteiro De Souza)
3. Blue Samba – 5:22 (musica: Ike Quebec)
4. Favela – 4:00 (musica: Hekel Tavares)
5. Linda Flor – 3:27 (musica: Henrique Vogeler)

Durata totale: 20:02

### CD (1996, Blue Note Records, CDP 7243 8 52443 2 2)
1. Loie – 3:10 (musica: Kenny Burrell)
2. Lloro tu despedida – 3:04 (Benedicto Lacerda, Aldo Cabral)
3. Goin' Home – 5:42 (musica: Antonín Dvořák, arrangiamento : Ike Quebec)
4. Me 'N You – 5:59 (musica: Ike Quebec)
5. Liebesträume – 3:42 (musica: Franz Liszt, arrangiamento : Ike Quebec)
6. Shu Shu – 3:31 (Antonio Almeida, Carlos Monteiro De Souza)
7. Blue Samba – 5:22 (musica: Ike Quebec)
8. Favela – 4:00 (testo: Joracy Camargo – musica: Hekel Tavares)
9. Linda Flor – 3:27 (musica: Henrique Vogeler)
10. Loie – 3:34 (musica: Kenny Burrell) – Traccia bonus - alternate take
11. Shu Shu – 3:19 (Antonio Almeida, Carlos Monteiro De Souza) – Traccia bonus - alternate take
12. Favela – 3:21 (testo: Joracy Camargo – musica: Hekel Tavares) – Traccia bonus - alternate take

Durata totale: 48:11

## Formazione
- Ike Quebec – sassofono tenore
- Kenny Burrell – chitarra
- Wendell Marshall – contrabbasso
- Willie Bobo – batteria
- Garvin Masseaux – chekere

### Produzione
- Alfred Lion – produzione
- Registrazioni effettuate il 5 ottobre 1962 al Van Gelder Studio di Englewood Cliffs, New Jersey
- Rudy Van Gelder – ingegnere delle registrazioni
- Reid Miles – foto e design copertina album originale
- Ruth Mason – modella in copertina album originale
- Nat Hentoff – note retrocopertina album originale[2]